# Pegomya tenera
Pegomya tenera är en tvåvingeart som först beskrevs av Zetterstedt 1838.  Pegomya tenera ingår i släktet Pegomya och familjen blomsterflugor.
Artens utbredningsområde är Sverige. Arten är reproducerande i Sverige. Inga underarter finns listade i Catalogue of Life.